# Albrecht von Hagen
Albrecht von Hagen (Langen, oggi Łęgi, 11 marzo 1904 – Berlino-Plötzensee, 8 agosto 1944) è stato un giurista e membro della resistenza tedesco.
Dopo gli studi in legge ad Heidelberg (dove fece parte della confraternita studentesca Corps Saxo-Borussia Heidelberg) e a Königsberg (l'attuale Kaliningrad), lavorò per l'Osthilfe (un programma per lo sviluppo dell'economia agraria della Repubblica di Weimar) e si occupò in una banca privata.
Nel 1935, partecipò volontariamente ai corsi di istruzione per ufficiali della Wehrmacht, fatto che, allo scoppio della seconda guerra mondiale, gli consentì di entrare nella riserva come luogotenente.
Durante un periodo di impiego nella campagna d'Africa, poté entrare in contatto con il colonnello conte Claus Schenk von Stauffenberg, che lo influenzò ad aderire al movimento di resistenza contro il nazismo, interno alle gerarchie militari e che organizzò vari attentati, tutti senza esito, contro Hitler (come quello del 20 luglio 1944, a cui partecipò, da sfortunato protagonista, lo stesso Stauffenberg).
I cospiratori fecero in modo che Von Hagen fosse inserito nell'Alto Comando della Wehrmacht, dove egli fu responsabile del servizio di collegamento fra i reparti militari di stanza a Berlino ed il quartier generale segreto di Hitler, la cosiddetta "Tana del Lupo" presso Rastenburg nella Prussia Orientale.
Nell'autunno del 1943 von Hagen fu tra i numerosi ufficiali che, a più riprese fra il settembre e il novembre, si offrirono come volontari per un attentato suicida che si sarebbe dovuto svolgere durante una sfilata di presentazione delle nuove divise della fanteria, alla presenza di Hitler: il suicida, con indosso una carica di esplosivo, si sarebbe dovuto gettare sul dittatore premendo il detonatore; come in molte altre occasioni, la fortuna aiutò Hitler: dopo vari rimandi, la sfilata fu definitivamente annullata alla fine del novembre 1943 poiché l'equipaggiamento da mostrare (le divise, appunto) andò distrutto durante un attacco aereo alleato su Berlino.
Nel maggio del 1944 fu Albrecht von Hagen a procurare, insieme a Joachim Kuhn, l'esplosivo che, per il tramite del generale Hellmuth Stieff fu usato da Claus von Stauffenberg per l'attentato del 20 luglio 1944 a Hitler. Subito dopo l'attentato, il colonnello Stauffenberg riuscì ad allontanarsi in aereo giungendo a Berlino, ma lì fu catturato e quasi immediatamente fucilato insieme ad altri congiurati.
Anche von Hagen fu quasi immediatamente arrestato; pochi giorni dopo, secondo l'ordine esplicito di Hitler, anche tutta la sua famiglia subì la stessa sorte. Von Hagen non ebbe però la "fortuna" di Stauffenberg e degli altri congiurati fucilati per le spicce: molti altri ufficiali, anche di grado elevatissimo (come il feldmaresciallo Erwin von Witzleben), furono arrestati, degradati o espulsi dalle forze armate e consegnati alla giustizia straordinaria del Volksgerichtshof, il tribunale del popolo; non ebbero quindi l'onore di una corte marziale e di una successiva esecuzione mediante fucilazione, ma furono giudicati come traditori al pari di delinquenti comuni, spesso umiliati durante processi sommari e giustiziati mediante impiccagione.
La cosa avvenne in particolare per von Hagen: l'8 agosto, dopo un processo farsa, fu condannato a morte; la sentenza fu eseguita lo stesso giorno presso la prigione di Plötzensee.
Le ultime parole scritte in una lettera alla moglie furono: "...non posso litigare col mio destino."